# Mapleson Cylinders

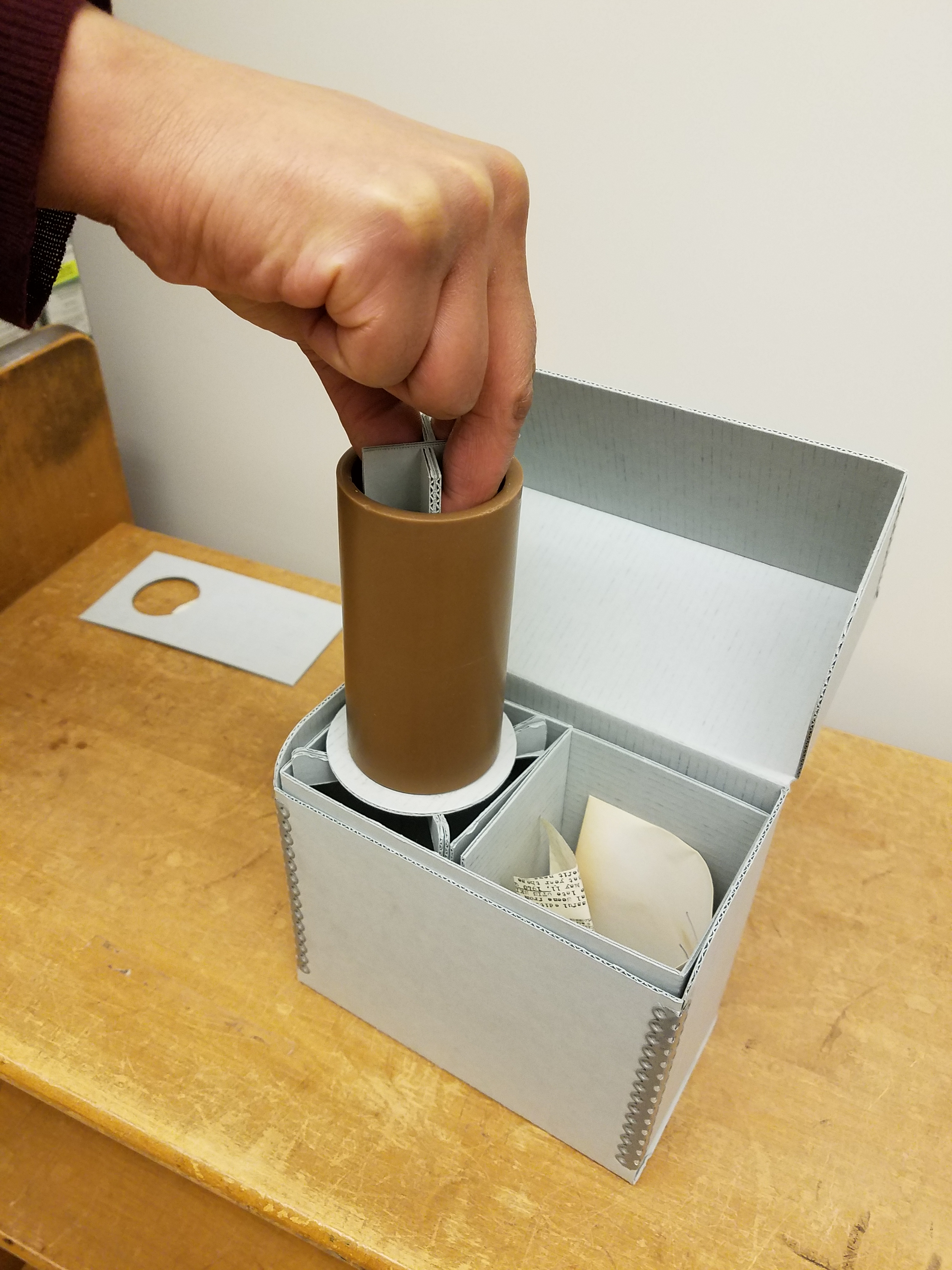
Ein Toningenieur hält eine Phonographenwalze aus dem Bestand der Mapleson Cylinders in Händen

Die Mapleson Cylinders sind eine Sammlung von mehr als einhundert Phonographenwalzen mit Liveaufnahmen aus Opernaufführungen und Konzerten der Metropolitan Opera in New York City aus den Jahren 1900 bis 1904. Sie wurden vom damaligen Bibliothekar der Oper, Lionel Mapleson, einem Neffen des Impresario James Henry Mapleson, aufgenommen.

## Inhalt
Die Phonographenwalzen enthalten kurze Ausschnitte von Opernaufführungen aus dem italienischen, deutschen und französischen Repertoire der Metropolitan Opera. Auszüge aus folgenden Opern sind zu hören:
- Georges Bizet: Carmen
- Gaetano Donizetti: La Fille Du Régiment, Lucia di Lammermoor
- Charles Gounod: Faust, Roméo et Juliette
- Ruggero Leoncavallo: Pagliacci
- Luigi Mancinelli: Ero e Leandro
- Pietro Mascagni: Cavalleria Rusticana
- Jules Massenet: Le Cid
- Giacomo Meyerbeer: L’Africaine, Les Huguenots
- Wolfgang Amadeus Mozart: Die Zauberflöte
- Ignacy Jan Paderewski: Manru
- Giacomo Puccini: Tosca
- Giuseppe Verdi: Ernani, La traviata
- Richard Wagner: Götterdämmerung, Lohengrin, Die Meistersinger von Nürnberg, Siegfried, Tannhäuser, Tristan und Isolde, Die Walküre.[1]

Darüber hinaus existieren Phonographenwalzen mit Auszügen aus Pianoimprovisationen sowie Vokal- und Orchestermusik.
Folgende Sängerinnen und Sänger der Metropolitan Opera sind auf den Phonographenwalzen zu hören: Suzanne Adams, Albert Alvarez, Georg Anthes, Jacques Bars, Mathilde Bauermeister, Bernard Bégué, David Bispham, Robert Blass, Lucienne Bréval, Carrie Bridewell, Alois Burgstaller, Emma Calvé, Giuseppe Campanari, Carlo Dani, Emilio De Marchi, Édouard de Reszke, Jean de Reszke, Andreas Dippel, Emma Eames, Johanna Gadski, Emil Gerhäuser, Charles Gilibert, Louise Homer, Marcel Journet, Marguerite Marilly, Aristide Masiero, Marie Maurer, Nellie Melba, Adolph Mühlmann, Lillian Nordica, Pol Plançon, Albert Reiss, Luise Reuss-Belce, Albert Saléza, Thomas Salignac, Fritzi Scheff, Ernestine Schumann-Heink, Antonio Scotti, Marcella Sembrich, Camille Seygard, Eugene Sizès, Milka Ternina, Marie Van Cauteren, Anton Van Rooy, Roberto Vanni, Lodovico Viviani, Alexander Von Bandrowski und Adolph Von Hübbenet.
Dirigenten der Opern und Orchesterwerke waren: Walter Damrosch, Phillippe Flon, Nahan Franko, Alfred Hertz, Luigi Mancinelli, Felix Mottl, Armando Seppilli und Arturo Vigna.

## Geschichte

### Aufnahme der Phonographenwalzen
Am 17. oder 20. März 1900 kaufte Lionel Mapleson einen Edison Home Phonographen. Dieser konnte wie die meisten Zylinder-Phonographen verwendet werden, um Tonaufzeichnungen zu machen und sie abzuspielen. Mapleson war anscheinend von dem akustischen Gerät verzaubert und bereits am 21. März 1900 stellte ihm sein Freund, der Cellist und Komponist Leo Stern, noch eine Zusatzkomponente zur Verfügung: ein Aufnahme- und Wiedergabegerät von Gianni Bettini. Noch im März 1900 konnte Mapleson die Sopranistin Marcella Sembrich überreden, ihre Interpretation der „Frühlingsstimmen“ von Johann Strauss mit diesen Geräten aufzunehmen.
Im darauf folgenden Jahr hatte Mapleson die Idee, das Aufnahmegerät in den Souffleurkasten der Metropolitan Opera zu stellen. In seinem ersten Versuch nahm er eine Arie der Opernsängerin Nellie Melba während einer Aufführung von Massenets Le Cid am 16. Januar 1901 auf. Er wiederholte seine Aufnahmen während anderer Opernaufführungen, immer den Souffleurkasten nutzend, hatte aber oft unbefriedigende Aufnahmeergebnisse. Nach einer kurzen Pause und mit dem Beginn der Spielzeit 1901–1902 setzte er deshalb seine Aufnahmeaktivitäten aus dem Theater-Zug der Metropolitan Opera fort. Diesmal benutzte er einen riesigen Aufnahmetrichter, mit dem er besser in der Lage war, die Klänge der Sänger und des Orchesters, die darunter positioniert waren, aufzunehmen. So konnte er von 1901 bis 1903 Teile vieler Opernaufführungen aufnehmen. Am Morgen nach seinen Aufnahmesitzungen lud er die jeweiligen Künstler ein, sich die Wiedergaben ihrer Aufführungen anzuhören. Seine Aufnahmeaktivitäten dauerten bis zum Ende der Saison 1902–1903. Ab diesem Zeitpunkt hatte Mapleson entweder das Interesse an den Aufnahmen verloren oder es wurde ihm vom Management der Metropolitan Opera untersagt, seine Aufzeichnungsaktivitäten fortzusetzen – unbestätigten Berichten zufolge nachdem sein riesiger Aufnahmetrichter während einer Aufführung auf die Bühne stürzte und fast die Sänger getroffen hätte. Allerdings existieren auch noch einige Phonographenwalzen von Orchesterproben oder Konzerten aus dem Jahre 1904.

### Erstveröffentlichung
Bis in die 1930er Jahre wurden die aufgezeichneten Phonographenwalzen von Lionel Mapleson ausschließlich privat genutzt. Erst 1937 wurde William H. Seltsam, der Leiter des International Record Collectors Club (IRCC), durch einen Artikel in der Zeitschrift The New Yorker auf die Existenz von Maplesons Phonographenwalzen aufmerksam. Er traf sich mit Mapleson, ein paar Monate vor dessen Tod am 21. Dezember 1937. Mapleson stellte Seltsam zwei seiner Phonographenwalzen zur Verfügung mit der Bitte, diese versuchsweise auf Schallplatte zu konvertieren und zu veröffentlichen. Seltsams Überspielung der Phonographenwalzen hatte Erfolg, und nach Maplesons Tod konnte Seltsam 120 Phonographenwalzen aus dessen Nachlass ausleihen, um sie als IRCC-Aufnahmen zu veröffentlichen. Bis zu William H. Seltsams Lebensende konnte der International Record Collectors Club auf diese Weise rund 60 Schallplatten als Single oder Langspielplatte veröffentlichen.

### Wiederveröffentlichungen
Bis 1962 wurden alle erhaltenen Mapleson-Phonographenwalzen mit Unterstützung von Sammlern Eigentum der The Rodgers and Hammerstein Archives of Recorded Sound, einer Abteilung der New York Public Library. Im Jahr 1985 übertrug die Bibliothek unter der Leitung von David Hall alle vorhandenen Phonographenwalzen auf sechs LPs, die – ergänzt um eine 72-seitige Broschüre mit Übersetzungen und umfangreichen historischen und biographischen Notizen – veröffentlicht wurden.
Eine Reihe von Phonographenwalzen wurde von den Plattenlabeln Romophone und Marston auf CD wiederveröffentlicht, als Teil breiterer Anthologien, die einzelnen Sängern gewidmet waren.
Eine umfassende, aber nicht autorisierte CD-Übertragung der Phonographenwalzen wurde 1987 von der britischen Firma Symposium Records (Katalognummer: Symposium 1284) herausgegeben. Für diese Wiederveröffentlichung verwendete Symposium die Aufnahmen des International Record Collectors Club (IRCC).

## Bedeutung
Trotz ihrer unterschiedlichen Klangqualität – manche der Walzen sind recht gut hörbar, andere sind fast unhörbar – haben die Phonographenwalzen aufgrund des einzigartigen Klangbildes einen großen historischen Wert. Denn sie dokumentieren Sänger in einem Opernhaus mit vollem Orchester vor dem Ersten Weltkrieg. Andere zeitgenössische Aufnahmen erfassen lediglich Sänger mit Begleitung durch Klavier oder kleinem Orchester, aufgenommen in einem kommerziellen Aufnahmestudio. Da die akustische Aufnahmetechnik dieser Zeit z. B. Violinen nur schlecht wiedergeben konnte, wurde die Orchestrierung bei solchen kommerziellen Aufnahmen meist verändert, um ein befriedigendes Ergebnis zu erzielen. Die Mapleson Cylinders sind auch die einzigen bekannten Aufnahmen einer Anzahl von berühmten Sängern und Dirigenten, die niemals kommerziell aufgenommen haben. Dazu gehören der legendäre Tenor Jean de Reszke, die Sopranistin Milka Ternina und der Dirigent Luigi Mancinelli.
Aufgrund ihrer kulturellen Bedeutung für die Vereinigten Staaten wurden die Mapleson Cylinders am 27. Januar 2003 in das National Recording Registry der Library of Congress aufgenommen. Als Begründung nennt das National Recording Preservation Board:

“These cylinders preserve a special window on the spontaneous artistry of this era and are the only known extant recordings of some performers, including Jean de Reszke.”

„Diese Phonographenwalzen bewahren einen besonderen Blick auf die Bühnenkunst dieser Zeit und sind die einzigen bekannten Aufnahmen von einigen Künstlern, darunter Jean de Reszke.“